# Список найінтенсивніших тропічних циклонів

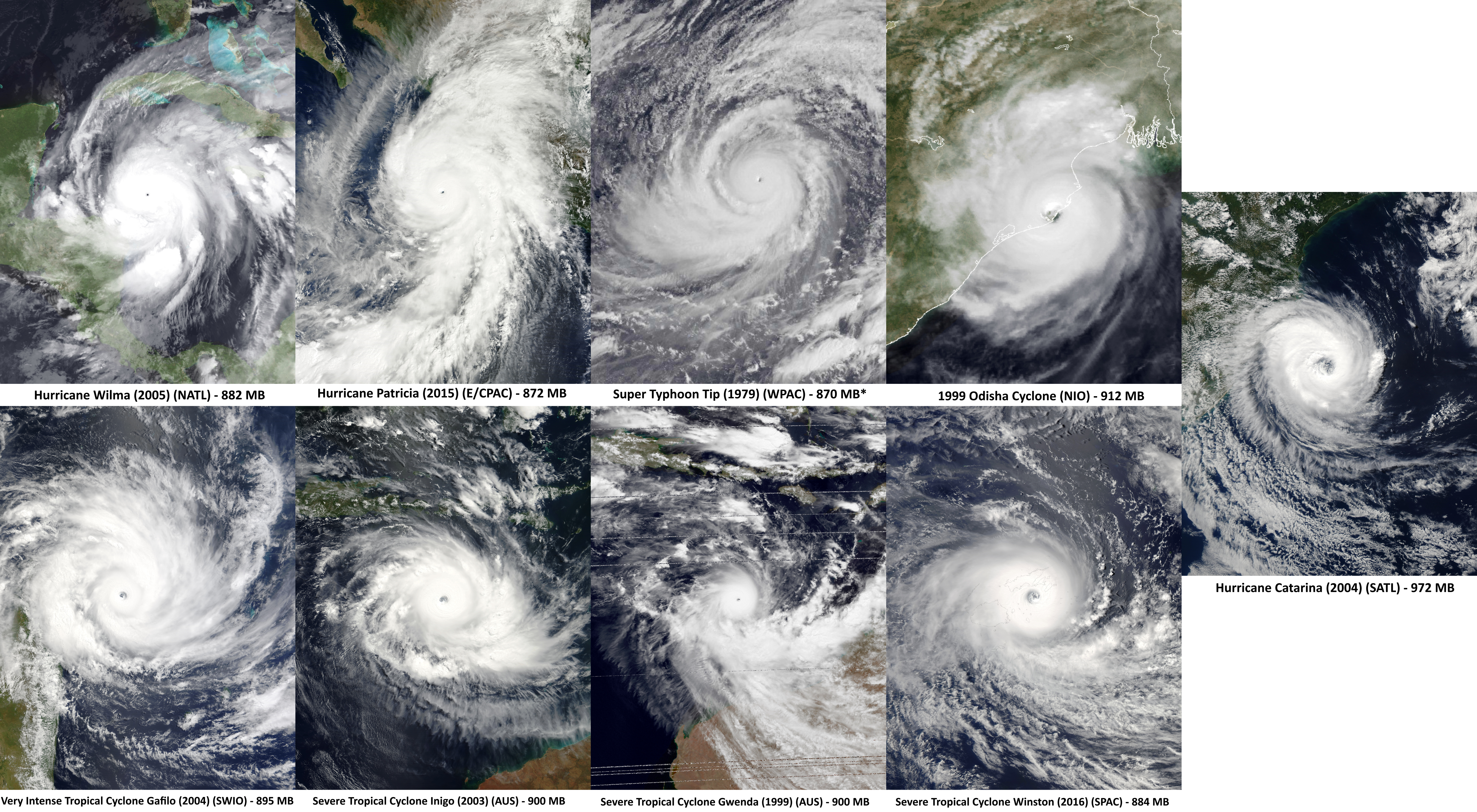
Зняті різними супутниками протягом сучасної ери, це найінтенсивніший тропічний циклон у кожному басейні, з усіх цих тропічних циклонів Typhoon Tip мав найнижчий атмосферний тиск, виміряний у тропічному циклоні, на рівні 870 мбар (25,69 дюйма рт. третє зображення в першому рядку.

Визначення інтенсивності тропічних циклонів є складним завданням. Часто для визначення інтенсивності звертаються до характеристик вітрів, оскільки вітри створюють помітний вплив на значних територіях, а найпопулярніші шкали тропічних циклонів опираються на значення швидкостей постійних вітрів. Втім, відмінності між періодами усередненої швидкості вітру різних шкал ускладнюють взаємне порівняння циклонів з різних регіонів. Крім того, інші чинники, як-от опади, штормові припливи, зони, що зазнають ураження від згубної дії вітру чи торнадо, можуть істотно відрізнятися у циклонів, які мають однакові швидкості вітру. Часто для порівняння тропічних циклонів використовують значення атмосферного тиску, оскільки такі вимірювання легше проводити і вони не залежать від шкали. Тропічні циклони можуть досягати найнижчих значень тиску над великими площами Землі. Втім, хоча й існує сильний зв'язок між пониженим тиском і вищими швидкостями вітру, шторми з найнижчим тиском можуть не мати найбільші значення швидкості вітру, оскільки залежності між тиском і характеристиками вітру у кожного циклону дещо різняться.
У найновіших і найнадійніших записах більшість тропічних циклонів, які досягли тиску 900 гПа (мбар) (26,56 дюйма рт. ст.) та менше, трапилися у північно-західній частині Тихого океану. Найсильнішим у світі зареєстрованим тропічним циклоном за найнижчим зафіксованим центральним тиском вважається тайфун Тіп, який досяг тиску 870 гПа (25,69 дюйма рт. ст.) 12 жовтня 1979 року. Наведений нижче список поділений за басейнами тропічних циклонів. Дані у списку приведені відповідно до даних офіційних регіональних спеціалізованих метеорологічних центрів, якщо не зазначено інше. Іншим рекордсменом станом на 23 жовтня 2015 року є ураган Патрісія, швидкість постійних вітрів якого за 1-хвилинний період зафіксована на позначці 345 км/год (215 миль/год).

## Північ Атлантичного океану
Найінтенсивнішим штормом у Північній Атлантиці за показником найнижчого тиску був ураган Вільма. Найсильнішим штормом за швидкістю постійних вітрів за 1-хвилинний період був ураган Аллен.
У списку нижче наведені шторми, мінімальний центральний тиск яких досяг позначки 920 гПа (27,17 дюйм рт. ст.) та менше. Записи про шторми робилися ще в 1851 році, хоча до початку здійснення авіаційної розвідки у 1940-х роках вимірювання їхніх показників проводилися рідко. До 1970-х років, коли почали використовувати дропзонди, переважно робили неточні оцінки показників циклонів.
| Циклон                                                      | Сезон | Класифікація за шкалою ураганів Саффіра-Сімпсона | Максимальна швидкість постійних вітрів за 1-хвилинний період | Тиск                         |
| ----------------------------------------------------------- | ----- | ------------------------------------------------ | ------------------------------------------------------------ | ---------------------------- |
| «Куби»                                                      | 1924  | Ураган 5-ї категорії                             | 270 км/год (165 миль/год)                                    | 910 гПа (26,87 дюйм рт. ст.) |
| «Куби»                                                      | 1932  | Ураган 5-ї категорії                             | 280 км/год (175 миль/год)                                    | 915 гПа (27,02 дюйм рт. ст.) |
| «Дня праці»                                                 | 1935  | Ураган 5-ї категорії                             | 295 км/год (185 миль/год)                                    | 892 гПа (26,34 дюйм рт. ст.) |
| Джанет                                                      | 1955  | Ураган 5-ї категорії                             | 280 км/год (175 миль/год)                                    | 914 гПа (26,99 дюйм рт. ст.) |
| Хетті                                                       | 1961  | Ураган 5-ї категорії                             | 260 км/год (160 миль/год)                                    | 920 гПа (27,17 дюйм рт. ст.) |
| Камілла                                                     | 1969  | Ураган 5-ї категорії                             | 280 км/год (175 миль/год)                                    | 900 гПа (26,58 дюйм рт. ст.) |
| Аллен                                                       | 1980  | Ураган 5-ї категорії                             | 305 км/год (190 миль/год)                                    | 899 гПа (26,55 дюйм рт. ст.) |
| Ґлорія                                                      | 1985  | Ураган 4-ї категорії                             | 230 км/год (145 миль/год)                                    | 919 гПа (27,14 дюйм рт. ст.) |
| Гілберт                                                     | 1988  | Ураган 5-ї категорії                             | 295 км/год (185 миль/год)                                    | 888 гПа (26,22 дюйм рт. ст.) |
| Г'юго                                                       | 1989  | Ураган 5-ї категорії                             | 260 км/год (160 миль/год)                                    | 918 гПа (27,11 дюйм рт. ст.) |
| Опал                                                        | 1995  | Ураган 4-ї категорії                             | 240 км/год (150 миль/год)                                    | 916 гПа (27,05 дюйм рт. ст.) |
| Мітч                                                        | 1998  | Ураган 5-ї категорії                             | 285 км/год (180 миль/год)                                    | 905 гПа (26,72 дюйм рт. ст.) |
| Ізабель                                                     | 2003  | Ураган 5-ї категорії                             | 270 км/год (165 миль/год)                                    | 915 гПа (27,02 дюйм рт. ст.) |
| Іван                                                        | 2004  | Ураган 5-ї категорії                             | 270 км/год (165 миль/год)                                    | 910 гПа (26,87 дюйм рт. ст.) |
| Емілі                                                       | 2005  | Ураган 5-ї категорії                             | 260 км/год (160 миль/год)                                    | 929 гПа (27,43 дюйм рт. ст.) |
| Катріна                                                     | 2005  | Ураган 5-ї категорії                             | 280 км/год (175 миль/год)                                    | 902 гПа (26,64 дюйм рт. ст.) |
| Ріта                                                        | 2005  | Ураган 5-ї категорії                             | 285 км/год (180 миль/год)                                    | 895 гПа (26,43 дюйм рт. ст.) |
| Вільма                                                      | 2005  | Ураган 5-ї категорії                             | 295 км/год (185 миль/год)                                    | 882 гПа (26,05 дюйм рт. ст.) |
| Дін                                                         | 2007  | Ураган 5-ї категорії                             | 280 км/год (175 миль/год)                                    | 905 гПа (26,72 дюйм рт. ст.) |
| Меттью                                                      | 2016  | Ураган 5-ї категорії                             | 270 км/год (180 миль/год)                                    | 914 гПа (26,99 дюйм рт. ст.) |
| Ірма                                                        | 2017  | Ураган 5-ї категорії                             | 285 км/год (180 миль/год)                                    | 914 гПа (26,99 дюйм рт. ст.) |
| Марія                                                       | 2017  | Ураган 5-ї категорії                             | 280 км/год (175 миль/год)                                    | 908 гПа (26,81 дюйм рт. ст.) |
| Майкл                                                       | 2018  | Ураган 5-ї категорії                             | 260 км/год (160 миль/год)                                    | 919 гПа (27,14 дюйм рт. ст.) |
| Доріан                                                      | 2019  | Ураган 5-ї категорії                             | 295 км/год (185 миль/год)                                    | 910 гПа (26,87 дюйм рт. ст.) |
| Йота                                                        | 2020  | Ураган 4-ї категорії                             | 250 км/год (155 миль/год)                                    | 917 гПа (27,08 дюйм рт. ст.) |
| Мілтон                                                      | 2024  | Ураган 5-ї категорії                             | 280 км/год (175 миль/год)                                    | 895 гПа (26,43 дюйм рт. ст.) |
| Ерін                                                        | 2025  | Ураган 5-ї категорії                             | 260 км/год (160 миль/год)                                    | 915 гПа (27,02 дюйм рт. ст.) |
| Джерело: Atlantic Hurricane Best Track File 1851–2024 (NHC) |       |                                                  |                                                              |                              |

## Схід Тихого океану

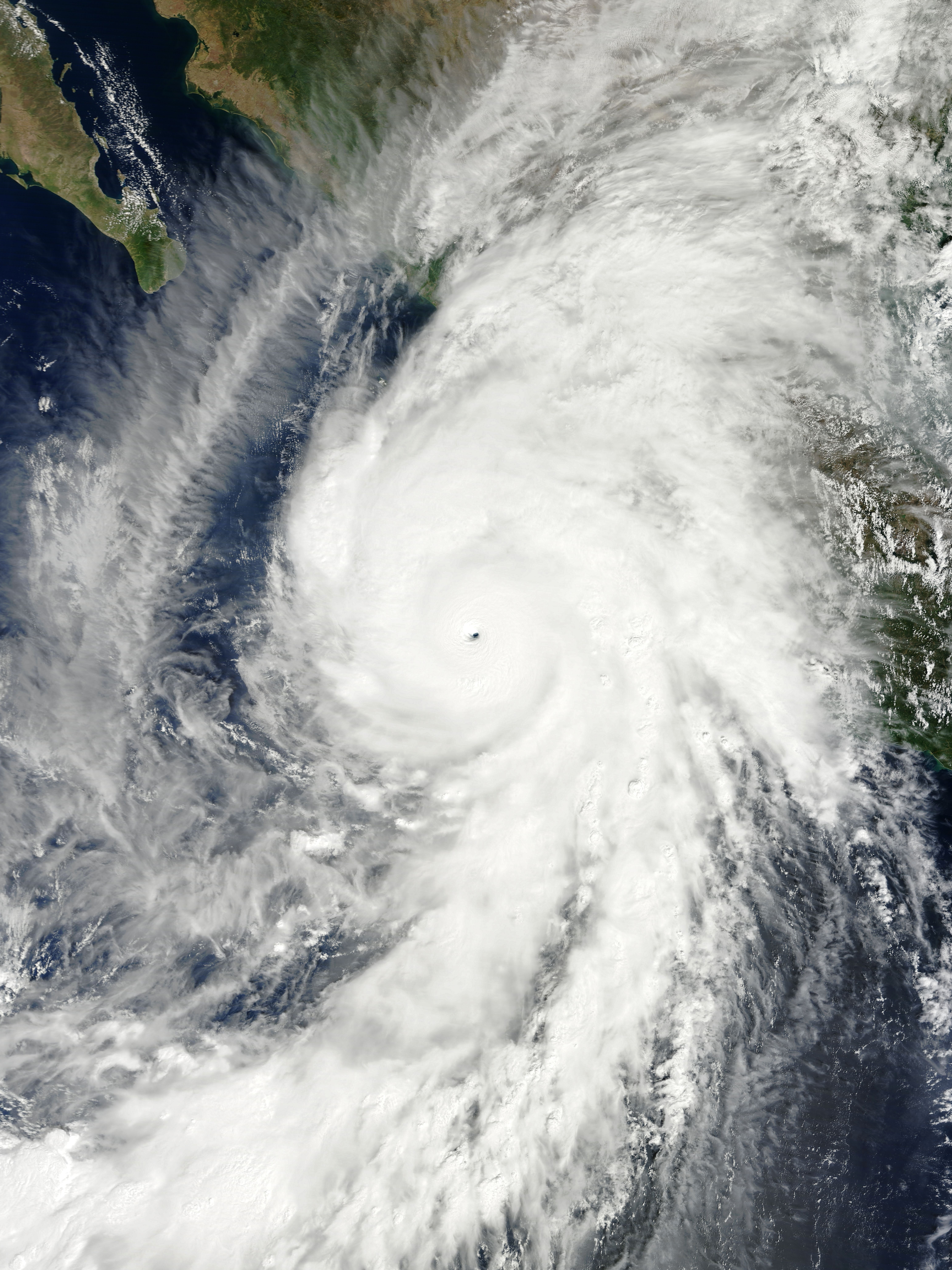
Ураган Патрісія незабаром після перебування на піку своєї інтенсивності, світовий рекордсмен за швидкістю постійних вітрів та рекордсмен Західної півкулі за найнижчим тиском

Найінтенсивнішим штормом у східній частині Тихого океану як за швидкістю постійних вітрів, так і за центральним тиском, вважається ураган Патрісія. Швидкість постійних вітрів урагану становить 345 км/год (215 миль/год), що є світовим рекордом.
У списку наведені шторми з мінімальним центральним тиском 925 гПа (27,32 дюйма рт. ст.) та менше. Інформація про шторми, які були задокументовані до 1949 року, має нижчу достовірність, а характеристики більшості штормів з того часу є оцінними, оскільки шторми у цьому басейні рідше досягають берегу (і, як наслідок, рідше проводиться їх дослідження).
| Циклон                                                          | Сезон | Класифікація за шкалою ураганів Саффіра-Сімпсона | Максимальна швидкість постійних вітрів за 1-хвилинний період | Тиск                         |
| --------------------------------------------------------------- | ----- | ------------------------------------------------ | ------------------------------------------------------------ | ---------------------------- |
| Ава                                                             | 1973  | Ураган 5-ї категорії                             | 260 км/год (160 миль/год)                                    | 915 гПа (27,02 дюйм рт. ст.) |
| Аннетт                                                          | 1976  | Ураган 4-ї категорії                             | 220 км/год (140 миль/год)                                    | 925 гПа (27,32 дюйм рт. ст.) |
| Труді                                                           | 1990  | Ураган 4-ї категорії                             | 250 км/год (155 миль/год)                                    | 924 гПа (27,29 дюйм рт. ст.) |
| Ґілма                                                           | 1994  | Ураган 5-ї категорії                             | 260 км/год (160 миль/год)                                    | 920 гПа (27,17 дюйм рт. ст.) |
| Олівія                                                          | 1994  | Ураган 4-ї категорії                             | 240 км/год (150 миль/год)                                    | 923 гПа (27,26 дюйм рт. ст.) |
| Ґільєрмо                                                        | 1997  | Ураган 5-ї категорії                             | 260 км/год (160 миль/год)                                    | 919 гПа (27,14 дюйм рт. ст.) |
| Лінда                                                           | 1997  | Ураган 5-ї категорії                             | 295 км/год (185 миль/год)                                    | 902 гПа (26,64 дюйм рт. ст.) |
| Джульєтт                                                        | 2001  | Ураган 4-ї категорії                             | 230 км/год (145 миль/год)                                    | 923 гПа (27,26 дюйм рт. ст.) |
| Еліда                                                           | 2002  | Ураган 5-ї категорії                             | 260 км/год (160 миль/год)                                    | 921 гПа (27,20 дюйм рт. ст.) |
| Ернар                                                           | 2002  | Ураган 5-ї категорії                             | 260 км/год (160 миль/год)                                    | 921 гПа (27,20 дюйм рт. ст.) |
| Кенна                                                           | 2002  | Ураган 5-ї категорії                             | 270 км/год (165 миль/год)                                    | 913 гПа (26,96 дюйм рт. ст.) |
| Йоке                                                            | 2006  | Ураган 5-ї категорії                             | 260 км/год (160 миль/год)                                    | 915 гПа (27,02 дюйм рт. ст.) |
| Рік                                                             | 2009  | Ураган 5-ї категорії                             | 285 км/год (180 миль/год)                                    | 906 гПа (26,75 дюйм рт. ст.) |
| Селія                                                           | 2010  | Ураган 5-ї категорії                             | 260 км/год (160 миль/год)                                    | 921 гПа (27,20 дюйм рт. ст.) |
| Марі                                                            | 2014  | Ураган 5-ї категорії                             | 260 км/год (160 миль/год)                                    | 918 гПа (27,11 дюйм рт. ст.) |
| Оділ                                                            | 2014  | Ураган 4-ї категорії                             | 220 км/год (140 миль/год)                                    | 918 гПа (27,11 дюйм рт. ст.) |
| Патрісія                                                        | 2015  | Ураган 5-ї категорії                             | 345 км/год (215 миль/год)                                    | 872 гПа (25,75 дюйм рт. ст.) |
| Валака                                                          | 2018  | Ураган 5-ї категорії                             | 260 км/год (160 миль/год)                                    | 921 гПа (27,20 дюйм рт. ст.) |
| Вілла                                                           | 2018  | Ураган 5-ї категорії                             | 260 км/год (160 миль/год)                                    | 925 гПа (27,32 дюйм рт. ст.) |
| Отіс                                                            | 2023  | Ураган 5-ї категорії                             | 270 км/год (165 миль/год)                                    | 922 гПа (27,23 дюйм рт. ст.) |
| Джерело: East Pacific Hurricane Best Track File 1949–2024 (NHC) |       |                                                  |                                                              |                              |

## Північний захід Тихого океану
Найінтенсивнішим за тиском та швидкістю постійних вітрів за 10-хвилинний період вважається тайфун Тіп, який також є найінтенсивнішим зареєстрованим тропічним циклоном за всю історію спостережень.
У списку перелічені шторми з мінімальним тиском 900 гПа (26,58 дюйма рт. ст.) та менше. Інформація про шторми, які були задокументовані до 1950 року, має нижчу достовірність.
| Циклон                                                                 | Рік  | Класифікація | Максимальна швидкість постійних вітрів за 10-хвилинний період | Тиск                         |
| ---------------------------------------------------------------------- | ---- | ------------ | ------------------------------------------------------------- | ---------------------------- |
| Без назви                                                              | 1927 | Невідомо     | Не зазначено                                                  | 887 гПа (26,19 дюйм рт. ст.) |
| Клара                                                                  | 1950 | Тайфун       | Не зазначено                                                  | 899 гПа (26,55 дюйм рт. ст.) |
| Мардж                                                                  | 1951 | Тайфун       | Не зазначено                                                  | 886 гПа (26,16 дюйм рт. ст.) |
| Ніна                                                                   | 1953 | Тайфун       | Не зазначено                                                  | 885 гПа (26,13 дюйм рт. ст.) |
| Тесс                                                                   | 1953 | Тайфун       | Не зазначено                                                  | 900 гПа (26,58 дюйм рт. ст.) |
| Іда                                                                    | 1954 | Тайфун       | Не зазначено                                                  | 890 гПа (26,28 дюйм рт. ст.) |
| Памела                                                                 | 1954 | Тайфун       | Не зазначено                                                  | 900 гПа (26,58 дюйм рт. ст.) |
| Вірджинія                                                              | 1957 | Тайфун       | Не зазначено                                                  | 900 гПа (26,58 дюйм рт. ст.) |
| Лола                                                                   | 1957 | Тайфун       | Не зазначено                                                  | 900 гПа (26,58 дюйм рт. ст.) |
| Іда                                                                    | 1958 | Тайфун       | Не зазначено                                                  | 877 гПа (25,90 дюйм рт. ст.) |
| Вера                                                                   | 1959 | Тайфун       | Не зазначено                                                  | 895 гПа (26,43 дюйм рт. ст.) |
| Джоан                                                                  | 1959 | Тайфун       | Не зазначено                                                  | 885 гПа (26,13 дюйм рт. ст.) |
| Ненсі                                                                  | 1961 | Тайфун       | Не зазначено                                                  | 882 гПа (26,05 дюйм рт. ст.) |
| Вайолет                                                                | 1961 | Тайфун       | Не зазначено                                                  | 895 гПа (26,43 дюйм рт. ст.) |
| Опал                                                                   | 1962 | Тайфун       | Не зазначено                                                  | 900 гПа (26,58 дюйм рт. ст.) |
| Емма                                                                   | 1962 | Тайфун       | Не зазначено                                                  | 890 гПа (26,28 дюйм рт. ст.) |
| Карен                                                                  | 1962 | Тайфун       | Не зазначено                                                  | 894 гПа (26,40 дюйм рт. ст.) |
| Саллі                                                                  | 1964 | Тайфун       | Не зазначено                                                  | 895 гПа (26,43 дюйм рт. ст.) |
| Вільда                                                                 | 1964 | Тайфун       | Не зазначено                                                  | 895 гПа (26,43 дюйм рт. ст.) |
| Опал                                                                   | 1964 | Тайфун       | Не зазначено                                                  | 895 гПа (26,43 дюйм рт. ст.) |
| Бесс                                                                   | 1965 | Тайфун       | Не зазначено                                                  | 900 гПа (26,58 дюйм рт. ст.) |
| Кіт                                                                    | 1966 | Тайфун       | Не зазначено                                                  | 880 гПа (25,99 дюйм рт. ст.) |
| Карла                                                                  | 1967 | Тайфун       | Не зазначено                                                  | 900 гПа (26,58 дюйм рт. ст.) |
| Аґнес                                                                  | 1968 | Тайфун       | Не зазначено                                                  | 900 гПа (26,58 дюйм рт. ст.) |
| Елсі                                                                   | 1969 | Тайфун       | Не зазначено                                                  | 895 гПа (26,43 дюйм рт. ст.) |
| Віола                                                                  | 1969 | Тайфун       | Не зазначено                                                  | 900 гПа (26,58 дюйм рт. ст.) |
| Хоуп                                                                   | 1970 | Тайфун       | Не зазначено                                                  | 900 гПа (26,58 дюйм рт. ст.) |
| Емі                                                                    | 1971 | Тайфун       | Не зазначено                                                  | 890 гПа (26,28 дюйм рт. ст.) |
| Надін                                                                  | 1971 | Тайфун       | Не зазначено                                                  | 900 гПа (26,58 дюйм рт. ст.) |
| Ірма                                                                   | 1971 | Тайфун       | Не зазначено                                                  | 885 гПа (26,13 дюйм рт. ст.) |
| Петсі                                                                  | 1973 | Тайфун       | Не зазначено                                                  | 895 гПа (26,43 дюйм рт. ст.) |
| Нора                                                                   | 1973 | Тайфун       | Не зазначено                                                  | 877 гПа (25,90 дюйм рт. ст.) |
| Ніна                                                                   | 1975 | Тайфун       | Не зазначено                                                  | 900 гПа (26,58 дюйм рт. ст.) |
| Елсі                                                                   | 1975 | Тайфун       | Не зазначено                                                  | 900 гПа (26,58 дюйм рт. ст.) |
| Джун                                                                   | 1975 | Тайфун       | Не зазначено                                                  | 875 гПа (25,84 дюйм рт. ст.) |
| Луіза                                                                  | 1976 | Тайфун       | Не зазначено                                                  | 895 гПа (26,43 дюйм рт. ст.) |
| Ріта                                                                   | 1978 | Тайфун       | 220 км/год (140 миль/год)                                     | 880 гПа (25,99 дюйм рт. ст.) |
| Хоуп                                                                   | 1979 | Тайфун       | 205 км/год (125 миль/год)                                     | 900 гПа (26,58 дюйм рт. ст.) |
| Тіп                                                                    | 1979 | Тайфун       | 260 км/год (160 миль/год)                                     | 870 гПа (25,69 дюйм рт. ст.) |
| Вінн                                                                   | 1980 | Тайфун       | 220 км/год (140 миль/год)                                     | 890 гПа (26,28 дюйм рт. ст.) |
| Елсі                                                                   | 1981 | Тайфун       | 220 км/год (140 миль/год)                                     | 895 гПа (26,43 дюйм рт. ст.) |
| Бесс                                                                   | 1982 | Тайфун       | 230 км/год (145 миль/год)                                     | 900 гПа (26,58 дюйм рт. ст.) |
| Мак                                                                    | 1982 | Тайфун       | 220 км/год (140 миль/год)                                     | 895 гПа (26,43 дюйм рт. ст.) |
| Еббі                                                                   | 1983 | Тайфун       | 220 км/год (140 миль/год)                                     | 895 гПа (26,43 дюйм рт. ст.) |
| Форрест                                                                | 1983 | Тайфун       | 205 км/год (125 миль/год)                                     | 885 гПа (26,13 дюйм рт. ст.) |
| Мардж                                                                  | 1983 | Тайфун       | 205 км/год (125 миль/год)                                     | 895 гПа (26,43 дюйм рт. ст.) |
| Ванесса                                                                | 1984 | Тайфун       | 220 км/год (140 миль/год)                                     | 880 гПа (25,99 дюйм рт. ст.) |
| Дот                                                                    | 1985 | Тайфун       | 220 км/год (140 миль/год)                                     | 895 гПа (26,43 дюйм рт. ст.) |
| Пеґґі                                                                  | 1986 | Тайфун       | 205 км/год (125 миль/год)                                     | 900 гПа (26,58 дюйм рт. ст.) |
| Бетті                                                                  | 1987 | Тайфун       | 205 км/год (125 миль/год)                                     | 890 гПа (26,28 дюйм рт. ст.) |
| Холлі                                                                  | 1987 | Тайфун       | 205 км/год (125 миль/год)                                     | 900 гПа (26,58 дюйм рт. ст.) |
| Флоу                                                                   | 1990 | Тайфун       | 220 км/год (140 миль/год)                                     | 890 гПа (26,28 дюйм рт. ст.) |
| Рут                                                                    | 1991 | Тайфун       | 215 км/год (130 миль/год)                                     | 895 гПа (26,43 дюйм рт. ст.) |
| Юрі                                                                    | 1991 | Тайфун       | 220 км/год (140 миль/год)                                     | 895 гПа (26,43 дюйм рт. ст.) |
| Ґай                                                                    | 1992 | Тайфун       | 205 км/год (125 миль/год)                                     | 900 гПа (26,58 дюйм рт. ст.) |
| Зеб                                                                    | 1998 | Тайфун       | 205 км/год (125 миль/год)                                     | 900 гПа (26,58 дюйм рт. ст.) |
| Мегі                                                                   | 2010 | Тайфун       | 230 км/год (145 миль/год)                                     | 885 гПа (26,13 дюйм рт. ст.) |
| Санба                                                                  | 2012 | Тайфун       | 205 км/год (125 миль/год)                                     | 900 гПа (26,58 дюйм рт. ст.) |
| Хайянь                                                                 | 2013 | Тайфун       | 230 км/год (145 миль/год)                                     | 895 гПа (26,43 дюйм рт. ст.) |
| Вонґфонґ                                                               | 2014 | Тайфун       | 215 км/год (130 миль/год)                                     | 900 гПа (26,58 дюйм рт. ст.) |
| Сауделор                                                               | 2015 | Тайфун       | 215 км/год (130 миль/год)                                     | 900 гПа (26,58 дюйм рт. ст.) |
| Непартак                                                               | 2016 | Тайфун       | 205 км/год (125 миль/год)                                     | 900 гПа (26,58 дюйм рт. ст.) |
| Меранті                                                                | 2016 | Тайфун       | 220 км/год (140 миль/год)                                     | 890 гПа (26,28 дюйм рт. ст.) |
| Хайма                                                                  | 2016 | Тайфун       | 215 км/год (130 миль/год)                                     | 900 гПа (26,58 дюйм рт. ст.) |
| Конг-рей                                                               | 2018 | Тайфун       | 215 км/год (130 миль/год)                                     | 900 гПа (26,58 дюйм рт. ст.) |
| Юту                                                                    | 2018 | Тайфун       | 215 км/год (130 миль/год)                                     | 900 гПа (26,58 дюйм рт. ст.) |
| Хагібіс                                                                | 2019 | Тайфун       | 295 км/год (120 миль/год)                                     | 915 гПа (27,02 дюйм рт. ст.) |
| Халонг                                                                 | 2019 | Тайфун       | 215 км/год (130 миль/год)                                     | 905 гПа (26,72 дюйм рт. ст.) |
| Суріге                                                                 | 2021 | Тайфун       | 220 км/год (140 миль/год)                                     | 895 гПа (26,43 дюйм рт. ст.) |
| Мавар                                                                  | 2023 | Тайфун       | 215 км/год (130 миль/год)                                     | 900 гПа (26,58 дюйм рт. ст.) |
| Болавен                                                                | 2023 | Тайфун       | 215 км/год (130 миль/год)                                     | 900 гПа (26,58 дюйм рт. ст.) |
| Джерело: Western North Pacific Typhoon Best Track File 1951–2025 (JMA) |      |              |                                                               |                              |

## Північ Індійського океану

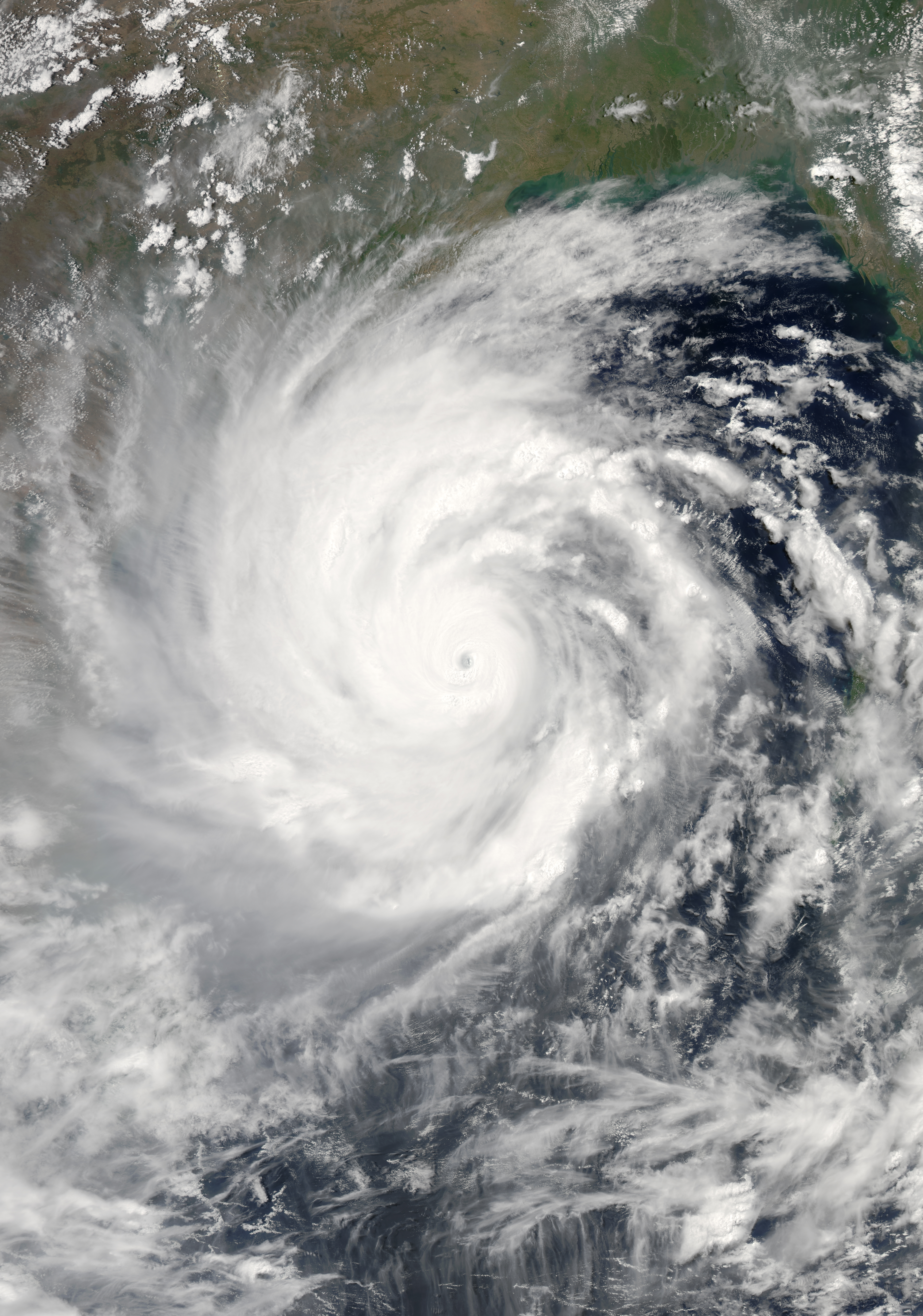
Супутникове зображення Циклон Ампан біля берегів Індії

Найсильнішим задокументованим тропічним циклоном у північній частині Індійського океану вважається циклон Одіша 1999 року, який мав швидкість постійних вітрів за 3-хвилинний період 260 км/год (160 миль/год) і мінімальний тиск 912 гПа (26,93 дюйм рт. ст.).
У списку перелічені шторми з тиском 950 гПа (28,05 дюйм рт. ст.) та нижче. Інформація про шторми, які були задокументовані до 1971 року, має нижчу достовірність.
| Циклон                                                                                      | Сезон | Класифікація                        | Максимальна швидкість постійних вітрів за 3-хвилинний період | Тиск                         |
| ------------------------------------------------------------------------------------------- | ----- | ----------------------------------- | ------------------------------------------------------------ | ---------------------------- |
| Ту                                                                                          | 1963  | Надхвичайно сильний циклонний шторм | 195 км/год (120 миль/год)                                    | 947 гПа (27,96 дюйм рт. ст.) |
| Трі                                                                                         | 1963  | Суперциклонний шторм                | 240 км/год (150 миль/год)                                    | 920 гПа (27,17 дюйм рт. ст.) |
| Андхра-Прадеш 1977                                                                          | 1977  | Надзвичайно сильний циклонний шторм | 205 км/год (125 миль/год)                                    | 919 гПа (27,14 дюйм рт. ст.) |
| Ґай                                                                                         | 1989  | Суперциклонний шторм                | 230 км/год (145 миль/год)                                    | 930 гПа (27,46 дюйм рт. ст.) |
| Андхра-Прадеш 1990                                                                          | 1990  | Суперциклонний шторм                | 230 км/год (145 миль/год)                                    | 920 гПа (27,17 дюйм рт. ст.) |
| Бангладеш 1991                                                                              | 1991  | Суперциклонний шторм                | 240 км/год (150 миль/год)                                    | 918 гПа (27,11 дюйм рт. ст.) |
| 1994 BOB 02                                                                                 | 1994  | Надзвичайно сильний циклонний шторм | 215 км/год (130 миль/год)                                    | 940 гПа (27,76 дюйм рт. ст.) |
| Пакистан 1999                                                                               | 1999  | Надхвичайно сильний циклонний шторм | 195 км/год (120 миль/год)                                    | 946 гПа (27,94 дюйм рт. ст.) |
| «Паладир»                                                                                   | 1999  | Суперциклонний шторм                | 260 км/год (160 миль/год)                                    | 912 гПа (26,93 дюйм рт. ст.) |
| Індія 2001                                                                                  | 2001  | Надзвичайно сильний циклонний шторм | 215 км/год (130 миль/год)                                    | 932 гПа (27,52 дюйм рт. ст.) |
| Гону                                                                                        | 2007  | Суперциклонний шторм                | 240 км/год (150 миль/год)                                    | 920 гПа (27,17 дюйм рт. ст.) |
| Сідр                                                                                        | 2007  | Надзвичайно сильний циклонний шторм | 215 км/год (130 миль/год)                                    | 944 гПа (27,88 дюйм рт. ст.) |
| Ґірі                                                                                        | 2010  | Надзвичайно сильний циклонний шторм | 195 км/год (120 миль/год)                                    | 950 гПа (28,05 дюйм рт. ст.) |
| Фейлін                                                                                      | 2013  | Надзвичайно сильний циклонний шторм | 215 км/год (130 миль/год)                                    | 940 гПа (27,76 дюйм рт. ст.) |
| Худхуд                                                                                      | 2014  | Надзвичайно сильний циклонний шторм | 185 км/год (115 миль/год)                                    | 950 гПа (28,05 дюйм рт. ст.) |
| Нілофар                                                                                     | 2014  | Надзвичайно сильний циклонний шторм | 205 км/год (125 миль/год)                                    | 950 гПа (28,05 дюйм рт. ст.) |
| Чапала                                                                                      | 2015  | Надзвичайно сильний циклонний шторм | 215 км/год (130 миль/год)                                    | 940 гПа (27,76 дюйм рт. ст.) |
| Фані                                                                                        | 2019  | Надзвичайно сильний циклонний шторм | 215 км/год (130 миль/год)                                    | 932 гПа (27,52 дюйм рт. ст.) |
| Кіар                                                                                        | 2019  | Суперциклонний шторм                | 240 км/год (150 миль/год)                                    | 922 гПа (27,23 дюйм рт. ст.) |
| Ампан                                                                                       | 2020  | Суперциклонний шторм                | 240 км/год (150 миль/год)                                    | 920 гПа (27,17 дюйм рт. ст.) |
| Тауктае                                                                                     | 2021  | Надзвичайно сильний циклонний шторм | 185 км/год (115 миль/год)                                    | 950 гПа (28,05 дюйм рт. ст.) |
| Мокко                                                                                       | 2023  | Надзвичайно сильний циклонний шторм | 205 км/год (125 миль/год)                                    | 944 гПа (27,88 дюйм рт. ст.) |
| Джерело: Tropical Cyclone Best Track Information for the North Indian Ocean 1990–2024 (IMD) |       |                                     |                                                              |                              |

## Південний захід Індійського океану
Найінтенсивнішим тропічним циклоном у південно-західній частині Індійського океану є Циклон Гафіло. Найсильнішим тропічним циклоном за швидкістю постійних вітрів за 10-хвилинний період у цьому регіоні вважається циклон Фантала.
У списку перелічені шторми з тиском 920 гПа (27,17 дюйма рт. ст.) та менше. Інформація про шторми, які були задокументовані до 1985 року, має нижчу достовірність.
| Циклон         | Сезон     | Класифікація                      | Максимальна швидкість постійних вітрів за 10-хвилинний період | Тиск                         | Джерела |
| -------------- | --------- | --------------------------------- | ------------------------------------------------------------- | ---------------------------- | ------- |
| Кріс-Дамія     | 1981–82   | Інтенсивний тропічний циклон      | 210 км/год (130 миля/год)                                     | 898 гПа (26,52 дюйм рт. ст.) | [ 11 ]  |
| Ґеральда       | 1993–94   | Інтенсивний тропічний циклон      | 200 км/год (125 миля/год)                                     | 905 гПа (26,72 дюйм рт. ст.) | [ 12 ]  |
| Літанн         | 1993–94   | Інтенсивний тропічний циклон      | 190 км/год (120 миля/год)                                     | 910 гПа (26,87 дюйм рт. ст.) | [ 12 ]  |
| Марлен         | 1994–95   | Інтенсивний тропічний циклон      | 180 км/год (110 миля/год)                                     | 920 гПа (27,17 дюйм рт. ст.) | [ 13 ]  |
| Боніта         | 1995–96   | Інтенсивний тропічний циклон      | 180 км/год (110 миля/год)                                     | 920 гПа (27,17 дюйм рт. ст.) | [ 14 ]  |
| Деніель        | 1996–97   | Інтенсивний тропічний циклон      | 190 км/год (120 миля/год)                                     | 915 гПа (27,02 дюйм рт. ст.) | [ 15 ]  |
| Худа           | 1999–2000 | Дуже інтенсивний тропічний циклон | 220 км/год (135 миля/год)                                     | 905 гПа (26,72 дюйм рт. ст.) | [ 16 ]  |
| Діна           | 2001–02   | Інтенсивний тропічний циклон      | 215 км/год (135 миля/год)                                     | 910 гПа (26,87 дюйм рт. ст.) | [ 17 ]  |
| Гійом          | 2001–02   | Інтенсивний тропічний циклон      | 205 км/год (125 миля/год)                                     | 920 гПа (27,17 дюйм рт. ст.) | [ 17 ]  |
| Харі           | 2001–02   | Дуже інтенсивний тропічний циклон | 220 км/год (135 миля/год)                                     | 905 гПа (26,72 дюйм рт. ст.) | [ 17 ]  |
| Калунде        | 2002–03   | Інтенсивний тропічний циклон      | 215 км/год (135 миля/год)                                     | 905 гПа (26,72 дюйм рт. ст.) |         |
| Гафіло         | 2003–04   | Дуже інтенсивний тропічний циклон | 230 км/год (145 миля/год)                                     | 895 гПа (26,43 дюйм рт. ст.) | [ 18 ]  |
| Аделін-Джульєт | 2004–05   | Дуже інтенсивний тропічний циклон | 220 км/год (135 миля/год)                                     | 905 гПа (26,72 дюйм рт. ст.) | [ 19 ]  |
| Бенто          | 2004–05   | Дуже інтенсивний тропічний циклон | 215 км/год (135 миля/год)                                     | 915 гПа (27,02 дюйм рт. ст.) | [ 20 ]  |
| Каріна         | 2005–06   | Інтенсивний тропічний циклон      | 205 км/год (125 миля/год)                                     | 915 гПа (27,02 дюйм рт. ст.) | [ 21 ]  |
| Хондо          | 2007–08   | Інтенсивний тропічний циклон      | 215 км/год (135 миля/год)                                     | 906 гПа (26,75 дюйм рт. ст.) | [ 22 ]  |
| Едзані         | 2009–10   | Дуже інтенсивний тропічний циклон | 220 км/год (135 миля/год)                                     | 910 гПа (26,87 дюйм рт. ст.) | [ 23 ]  |
| Брюс           | 2013–14   | Дуже інтенсивний тропічний циклон | 220 км/год (135 миля/год)                                     | 920 гПа (27,17 дюйм рт. ст.) |         |
| Колін          | 2013–14   | Інтенсивний тропічний циклон      | 205 км/год (125 миля/год)                                     | 915 гПа (27,02 дюйм рт. ст.) |         |
| Хеллен         | 2013–14   | Дуже інтенсивний тропічний циклон | 230 км/год (145 миля/год)                                     | 915 гПа (27,02 дюйм рт. ст.) |         |
| Бансі          | 2014–15   | Дуже інтенсивний тропічний циклон | 220 км/год (135 миля/год)                                     | 910 гПа (26,87 дюйм рт. ст.) |         |
| Юніс           | 2014–15   | Дуже інтенсивний тропічний циклон | 230 км/год (145 миля/год)                                     | 915 гПа (27,02 дюйм рт. ст.) |         |
| Фантала        | 2015–16   | Дуже інтенсивний тропічний циклон | 250 км/год (155 миля/год)                                     | 910 гПа (26,87 дюйм рт. ст.) |         |
| Даріан         | 2022–23   | Дуже інтенсивний тропічний циклон | 220 км/год (135 миля/год)                                     | 920 гПа (27,17 дюйм рт. ст.) |         |

## Австралійський регіон
Найінтенсивнішими тропічними циклонами в Австралійському регіоні є циклони Ґвенда та Ініґо. Найсильнішими циклонами за швидкістю постійних вітрів за 10-хвилинний період вважаються циклони Орсон та Моніка.
У списку перелічені шторми з тиском 920 гПа (27,17 дюйма рт. ст.) та менше. Інформація про шторми, які були задокументовані до 1985 року, має нижчу достовірність.
| Циклон                                                  | Сезон     | Класифікація                             | Максимальна швидкість постійних вітрів за 10-хвилинний період | Тиск                         |
| ------------------------------------------------------- | --------- | ---------------------------------------- | ------------------------------------------------------------- | ---------------------------- |
| Махіна                                                  | 1899      | Жорстокий тропічний циклон 5-ї категорії | Невідомо                                                      | 880 гПа (25,99 дюйм рт. ст.) |
| Джоан                                                   | 1975–76   | Жорстокий тропічний циклон 5-ї категорії | 215 км/год (130 миль/год)                                     | 915 гПа (27,02 дюйм рт. ст.) |
| Емі                                                     | 1979–80   | Жорстокий тропічний циклон 5-ї категорії | 215 км/год (130 миль/год)                                     | 915 гПа (27,02 дюйм рт. ст.) |
| Кеті                                                    | 1983–84   | Жорстокий тропічний циклон 5-ї категорії | 220 км/год (140 миль/год)                                     | 920 гПа (27,17 дюйм рт. ст.) |
| Орсон                                                   | 1988–89   | Жорстокий тропічний циклон 5-ї категорії | 240 км/год (150 миль/год)                                     | 905 гПа (26,72 дюйм рт. ст.) |
| Грем                                                    | 1991–92   | Жорстокий тропічний циклон 5-ї категорії | 205 км/год (120 миль/год)                                     | 915 гПа (27,02 дюйм рт. ст.) |
| Рева                                                    | 1993–94   | Жорстокий тропічний циклон 5-ї категорії | 205 км/год (125 миль/год)                                     | 920 гПа (27,17 дюйм рт. ст.) |
| Теодор                                                  | 1993–94   | Жорстокий тропічний циклон 5-ї категорії | 205 км/год (120 миль/год)                                     | 910 гПа (26,87 дюйм рт. ст.) |
| Хлоя                                                    | 1994–95   | Жорстокий тропічний циклон 5-ї категорії | 220 км/год (140 миль/год)                                     | 920 гПа (27,17 дюйм рт. ст.) |
| Панчо-Хелінда                                           | 1996–97   | Жорстокий тропічний циклон 5-ї категорії | 215 км/год (135 миль/год)                                     | 915 гПа (27,02 дюйм рт. ст.) |
| Тельма                                                  | 1998–99   | Жорстокий тропічний циклон 5-ї категорії | 220 км/год (140 миль/год)                                     | 920 гПа (27,17 дюйм рт. ст.) |
| Венс                                                    | 1998–99   | Жорстокий тропічний циклон 5-ї категорії | 215 км/год (135 миль/год)                                     | 910 гПа (26,87 дюйм рт. ст.) |
| Фридерик-Еврина                                         | 1998–99   | Жорстокий тропічний циклон 5-ї категорії | 205 км/год (120 миль/год)                                     | 920 гПа (27,17 дюйм рт. ст.) |
| Ґвенда                                                  | 1998–99   | Жорстокий тропічний циклон 5-ї категорії | 220 км/год (140 миль/год)                                     | 900 гПа (26,58 дюйм рт. ст.) |
| Джон                                                    | 1999–2000 | Жорстокий тропічний циклон 5-ї категорії | 205 км/год (130 миль/год)                                     | 915 гПа (27,02 дюйм рт. ст.) |
| Пол                                                     | 1999–2000 | Жорстокий тропічний циклон 5-ї категорії | 205 км/год (130 миль/год)                                     | 915 гПа (27,02 дюйм рт. ст.) |
| Кріс                                                    | 2001–02   | Жорстокий тропічний циклон 5-ї категорії | 205 км/год (130 миль/год)                                     | 915 гПа (27,02 дюйм рт. ст.) |
| Ініґо                                                   | 2002–03   | Жорстокий тропічний циклон 5-ї категорії | 230 км/год (145 миль/год)                                     | 900 гПа (26,58 дюйм рт. ст.) |
| Фей                                                     | 2003–04   | Жорстокий тропічний циклон 5-ї категорії | 185 км/год (115 миль/год)                                     | 910 гПа (26,87 дюйм рт. ст.) |
| Флойд                                                   | 2005–06   | Жорстокий тропічний циклон 4-ї категорії | 195 км/год (120 миль/год)                                     | 916 гПа (27,05 дюйм рт. ст.) |
| Ґленда                                                  | 2005–06   | Жорстокий тропічний циклон 5-ї категорії | 205 км/год (125 миль/год)                                     | 910 гПа (26,87 дюйм рт. ст.) |
| Моніка                                                  | 2005–06   | Жорстокий тропічний циклон 5-ї категорії | 250 км/год (155 миль/год)                                     | 916 гПа (27,05 дюйм рт. ст.) |
| Джордж                                                  | 2006–07   | Жорстокий тропічний циклон 5-ї категорії | 205 км/год (125 миль/год)                                     | 902 гПа (26,64 дюйм рт. ст.) |
| Маркус                                                  | 2017–18   | Жорстокий тропічний циклон 5-ї категорії | 230 км/год (145 миль/год)                                     | 912 гПа (26,93 дюйм рт. ст.) |
| Даріан                                                  | 2022–23   | Жорстокий тропічний циклон 5-ї категорії | 220 км/год (140 миль/год)                                     | 920 гПа (27,17 дюйм рт. ст.) |
| Ільза                                                   | 2022–23   | Жорстокий тропічний циклон 5-ї категорії | 230 км/год (145 миль/год)                                     | 915 гПа (27,02 дюйм рт. ст.) |
| Джерело: Database of past tropical cyclone tracks (BOM) |           |                                          |                                                               |                              |

## Південь Тихого океану
У списку нижче загалом наведено 16 циклонів, більшість з яких відбулася під час сезонів Ель-Ніньйо. До списку включені тропічні циклони, які були зареєстровані починаючи із сезону тропічних циклонів 1969—1970 і які досягли своєї максимальної інтенсивності західніше 160° сх. д. Найінтенсивнішим тропічним циклоном у південній частині Тихого океану вважається циклон Вінстон 2016 року, який також є найінтенсивнішим штормом Південної півкулі.
У списку перелічені шторми з тиском 920 гПа (27,17 дюйма рт. ст.) та менше. Інформація про шторми, які були задокументовані до 1985 року, має нижчу достовірність.
| Циклон   | Сезон   | Класифікація                             | Максимальна швидкість постійних вітрів за 10-хвилинний період | Тиск                          |
| -------- | ------- | ---------------------------------------- | ------------------------------------------------------------- | ----------------------------- |
| Оскар    | 1982–83 | Жорстокий тропічний циклон 5-ї категорії | 205 км/год (125 миль/год)                                     | 920 гПа (27,17 дюйма рт. ст.) |
| Хіна     | 1984–85 | Жорстокий тропічний циклон 5-ї категорії | 220 км/год (135 миль/год)                                     | 910 гПа (26,87 дюйма рт. ст.) |
| Френ     | 1991–92 | Жорстокий тропічний циклон 5-ї категорії | 205 км/год (125 миль/год)                                     | 920 гПа (27,17 дюйма рт. ст.) |
| Рон      | 1997–98 | Жорстокий тропічний циклон 5-ї категорії | 230 км/год (145 миль/год)                                     | 900 гПа (26,58 дюйма рт. ст.) |
| Сьюзен   | 1997–98 | Жорстокий тропічний циклон 5-ї категорії | 230 км/год (145 миль/год)                                     | 900 гПа (26,58 дюйма рт. ст.) |
| Бені     | 2002–03 | Жорстокий тропічний циклон 5-ї категорії | 205 км/год (125 миль/год)                                     | 920 гПа (27,17 дюйма рт. ст.) |
| Дові     | 2002–03 | Жорстокий тропічний циклон 5-ї категорії | 205 км/год (125 миль/год)                                     | 920 гПа (27,17 дюйма рт. ст.) |
| Еріка    | 2002–03 | Жорстокий тропічний циклон 5-ї категорії | 215 км/год (130 миль/год)                                     | 915 гПа (27,02 дюйма рт. ст.) |
| Зої      | 2002–03 | Жорстокий тропічний циклон 5-ї категорії | 240 км/год (150 миль/год)                                     | 890 гПа (26,28 дюйма рт. ст.) |
| Хета     | 2003–04 | Жорстокий тропічний циклон 5-ї категорії | 215 км/год (130 миль/год)                                     | 915 гПа (27,02 дюйма рт. ст.) |
| Міна     | 2004–05 | Жорстокий тропічний циклон 5-ї категорії | 215 км/год (130 миль/год)                                     | 915 гПа (27,02 дюйма рт. ст.) |
| Олаф     | 2004–05 | Жорстокий тропічний циклон 5-ї категорії | 215 км/год (130 миль/год)                                     | 915 гПа (27,02 дюйма рт. ст.) |
| Персі    | 2004–05 | Жорстокий тропічний циклон 5-ї категорії | 230 км/год (145 миль/год)                                     | 900 гПа (26,58 дюйма рт. ст.) |
| Улуй     | 2009–10 | Жорстокий тропічний циклон 5-ї категорії | 215 км/год (130 миль/год)                                     | 915 гПа (27,02 дюйма рт. ст.) |
| Пам      | 2014–15 | Жорстокий тропічний циклон 5-ї категорії | 250 км/год (155 миль/год)                                     | 896 гПа (26,46 дюйма рт. ст.) |
| Вінстон  | 2015–16 | Жорстокий тропічний циклон 5-ї категорії | 280 км/год (175 миль/год)                                     | 884 гПа (26,10 дюйма рт. ст.) |
| Гарольд  | 2019–20 | Жорстокий тропічний циклон 5-ї категорії | 230 км/год (145 миль/год)                                     | 920 гПа (27,17 дюйма рт. ст.) |
| Яса      | 2020–21 | Жорстокий тропічний циклон 5-ї категорії | 230 км/год (145 миль/год)                                     | 917 гПа (27,08 дюйма рт. ст.) |
| Кевін    | 2022–23 | Жорстокий тропічний циклон 5-ї категорії | 230 км/год (145 миль/год)                                     | 913 гПа (27,08 дюйма рт. ст.) |
| Джерела: |         |                                          |                                                               |                               |

## Південь Атлантичного океану

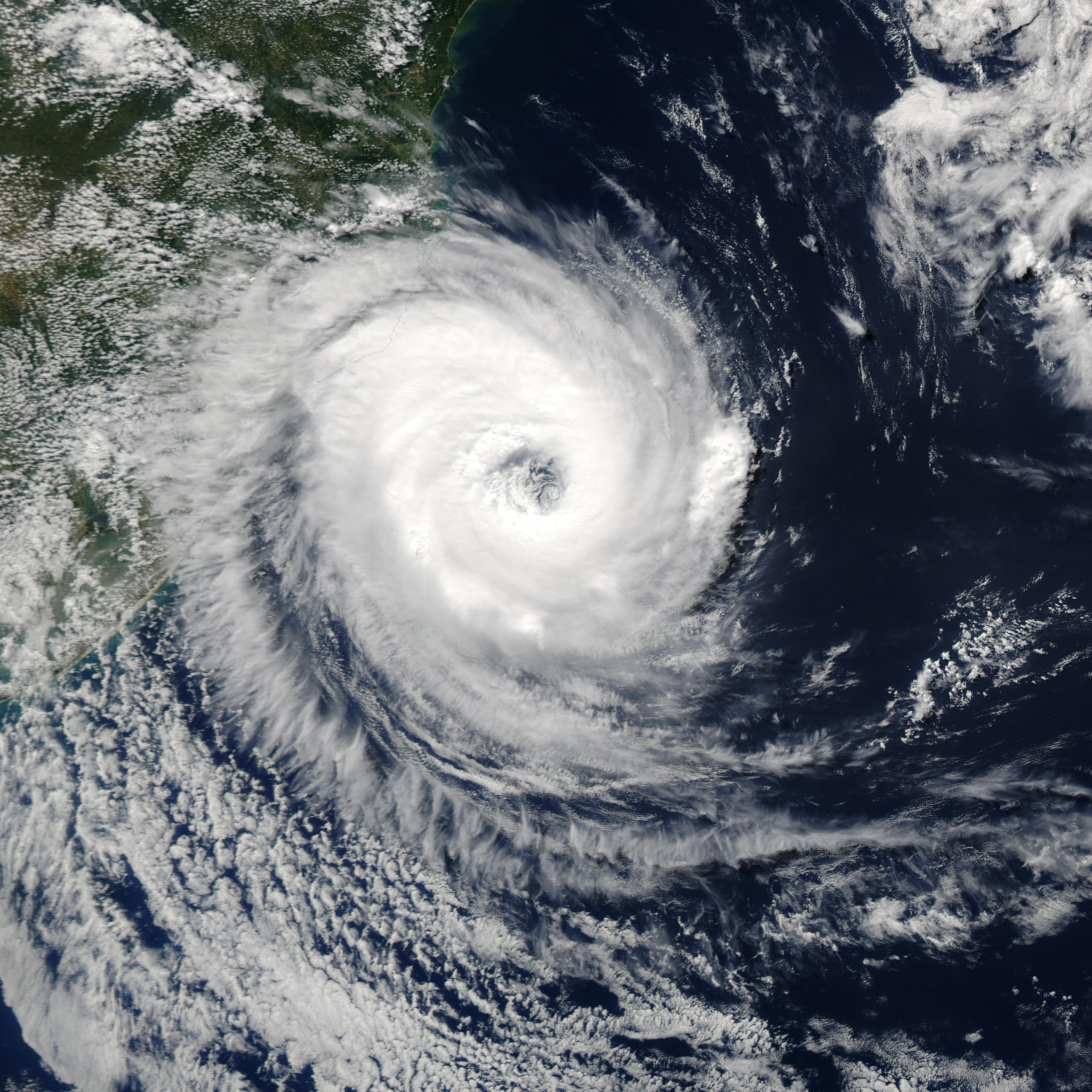
Ураган Катаріна майже на піку своєї інтенсивності

До недавнього часу не було свідчень про те, що в Південній Атлантиці можуть існувати тропічні циклони. Втім, з появою урагану Катаріна у 2004 році, який станом на 2019 рік є єдиним зафіксованим ураганом у південній частині Атлантичного океану, з'явилися нові свідчення про це природне явище. Подальше дослідження виявило, що у південній частині Атлантичного океану в останні десятиліття було в середньому 1-2 субтропічні чи тропічні циклони на рік.
Нижче наведений неповний список тропічних та субтропічних циклонів інтенсивністю нижче 1000 гПа (29,53 дюйма рт. ст.), проте офіційної бази даних циклонів південної частини Атлантичного океану не існує.
| Циклон   | Сезон | Класифікація за шкалою ураганів Саффіра-Сімпсона | Максимальна швидкість постійних вітрів за 1-хвилинний період | Тиск                           |
| -------- | ----- | ------------------------------------------------ | ------------------------------------------------------------ | ------------------------------ |
| Ангола   | 1991  | Тропічний шторм                                  | 85 км/год (50 миль/год)                                      | 996 гПа (29,38 дюйма рт. ст.)  |
| Катаріна | 2004  | Ураган 2-ї категорії                             | 155 км/год (100 миль/год)                                    | 972 гПа (28,70 дюйма рт. ст.)  |
| Аніта    | 2010  | Тропічний шторм                                  | 85 км/год (50 миль/год)                                      | 995 гПа (29,38 дюйма рт. ст.)  |
| Арані    | 2011  | Субтропічний шторм                               | 85 км/год (50 миль/год)                                      | 989 гПа (29,21 дюйма рт. ст.)  |
| Бапо     | 2015  | Субтропічний шторм                               | 65 км/год (40 миль/год)                                      | 992 гПа (29,29 дюйма рт. ст.)  |
| Карі     | 2015  | Субтропічний шторм                               | 65 км/год (40 миль/год)                                      | 998 гПа (29,47 дюйма рт. ст.)  |
| Дені     | 2016  | Субтропічний шторм                               | 75 км/год (45 миль/год)                                      | 998 гПа (29,47 дюйма рт. ст.)  |
| Есай     | 2016  | Субтропічний шторм                               | 100 км/год (65 миль/год)                                     | 992 гПа (29,29 дюйма рт. ст.)  |
| Гуара    | 2017  | Субтропічний шторм                               | 75 км/год (45 миль/год)                                      | 996 гПа (29,40 дюйма рт. ст.)  |
| Іба      | 2019  | Тропічний шторм                                  | 85 км/год (55 миль/год)                                      | 1006 гПа (29,38 дюйма рт. ст.) |
| Ягуар    | 2019  | Субтропічний шторм                               | 65 км/год (45 миль/год)                                      | 1010 гПа (29,40 дюйма рт. ст.) |
| Курумі   | 2020  | Субтропічний шторм                               | 65 км/год (45 миль/год)                                      | 998 гПа (29,40 дюйма рт. ст.)  |